# Niviventer cremoriventer cremoriventer
Niviventer cremoriventer cremoriventer is een ondersoort van het knaagdier Niviventer cremoriventer die voorkomt op het schiereiland Malakka en omliggende eilanden. Deze ondersoort leeft ook in Zuid-Thailand, ten zuiden van de Landengte van Kra, en op de Mergui-archipel in Myanmar. Er is één exemplaar bekend uit het noordwesten van Sumatra. Deze ondersoort komt voor van zeeniveau tot 1900 meter hoogte.
De kop-romplengte bedraagt 128 tot 165 mm, de staartlengte 140 tot 200 mm, de achtervoetlengte 20 tot 29 mm, de oorlengte 15 tot 21 mm en de schedellengte 33 tot 38 mm.
Deze ondersoort heeft de volgende synoniemen:
- flaviventer Miller, 1900 (Jimaja-eiland in de Anambaseilanden, tussen Sumatra en Malakka)
- gilbiventer Miller, 1903 (Sullivan-eiland in de Mergui-archipel)
- solus Miller, 1913 (Terutau-eiland, ten westen van Thailand)

Deze vormen werden oorspronkelijk beschreven als aparte soorten, maar de kenmerken waarvan werd gedacht dat ze verschilden tussen de verschillende eilandvormen en N. cremoriventer zelf van het vasteland bleken later variabel te zijn in de populatie op het vasteland.